# قطعنامه ۱۵۴۵ شورای امنیت
قطعنامه ۱۵۴۵ شورای امنیت سازمان ملل متحد که در تاریخ ۲۱ مه ۲۰۰۴ تصویب شد، سندی بین‌المللی دربارهٔ بررسی وضعیت بورنودی است. این قطعنامه طی نشست ۴۹۷۵ام با ۱۵ رای موافق، ۰ مخالف و ۰ ممتنع تصویب شد.